# Parque de Atracciones Monte Igueldo
El Parque de Atracciones Monte Igueldo es un parque de atracciones ubicado en la cima del monte Igueldo, en el barrio de El Antiguo de San Sebastián, Guipúzcoa, País Vasco, España. Fue inaugurado el 25 de agosto de 1912 y a día de hoy aún permanece en funcionamiento. Se puede llegar al parque en coche o en funicular. La entrada al parque requiere la compra de un billete, y las atracciones se pagan aparte.
De los tres parques de atracciones existentes en San Sebastián inaugurados a principios del siglo XX, Ulía (1907), Martutene (1907) y Monte Igueldo es el único que  permanece abierto.
El decreto 84/2014, de 27 de mayo, publicado en el Boletín Oficial del País Vasco, «califica como Bien Cultural, con la categoría de Conjunto Monumental, el Funicular y el Parque Monte Igeldo en San Sebastián (Gipuzkoa)».

## Historia
A partir de 1887, la regente María Cristina pasaba los veranos en San Sebastián. Los turistas de la Corte comenzaron a ir y la ciudad cogió gran fama. San Sebastián sufrió una gran transformación turística y empezó a convertirse en una ciudad balneario. Las actividades y ofertas de ocio crecieron y la ciudad experimentó un gran desarrollo. A comienzos del siglo XX se construyeron, entre otros, la Casa Real de Baños y el Hotel Londres.
Según recogía el investigador Juan José Olaizola en 2012, haciendo referencia en marzo de 1911 se constituyó la Sociedad Anónima Monte Igueldo  en San Sebastián con una aportación de capital de un millón y medio de pesetas y con el objeto de explotar el ferrocarril funicular de acceso al monte así como del hotel e instalaciones en tales terrenos. En ese primer consejo de administración figuraban varios empresarios vecinos de la ciudad. Como presidente estaba Edouard Dupouy, propietario y director del llamado entonces Hotel de Londres e Inglaterra; como vicepresidente el catedrático de instituto Paulino Caballero; como secretario, José María Azcona, y como vocales Ángel Galé, el ingeniero Emilio Huici y su hermano Serapio Huici, Ramón Arteaga y Evaristo San Martín que ejercerá la gerencia. A todos ellos, de origen navarro salvo el presidente, se une el conde de Villamonte, Juan de la Cruz Melgar Abreu, natural de Mondragón. El gerente y abogado, Evaristo San Martín compró las parcelas del monte Igueldo necesarias para sus proyectos y se encarga de la promoción de la zona lúdica. En un inicio el parque tenía casino, restaurante y salón de actos. El arquitecto Luis Elizalde, por su parte, diseñó las estaciones del funicular y el restaurante. El modelo a seguir era el Tibidabo barcelonés, un centro privado de ocio que funcionaba igualmente como mirador.
La regente María Cristina inauguró el parque y el funicular el 25 de agosto de 1912, y a partir de entonces fue una de las atracciones del parque. Al año siguiente se hizo la carretera que lleva al parque. Unos años más tarde, en 1925, durante la dictadura de Primo de Rivera, se prohibió el juego y el casino se transformó en un salón de bailes y un local donde celebrar igualmente meriendas.
Para 1930, las atracciones más destacables del parque eran Montaña Suiza (1928), Río Misterioso, Barcas del Estanque y Gran Laberinto, las cuales siguen en funcionamiento hoy en día. Con los años se le añadieron más atracciones al parque. Después de la guerra civil española se construyeron dos salas de cine en el parque, pero las demolieron en los años 60.
En 2014, el parque de atracciones y el funicular fueron clasificados como Bienes de Interés Cultural, en la categoría de Conjunto Monumental.
A día de hoy el parque mantiene en funcionamiento atracciones con 90 años de antigüedad, entre ellas la montaña suiza, una suerte de montaña rusa con estructura sobre hormigón no removible, que aún está en funcionamiento haciéndola la más antigua del mundo en su género y que, por todo ellos, es su mayor atractivo sin desdeñar las excelentes vistas sobre la bahía de La Concha y la ciudad entera.

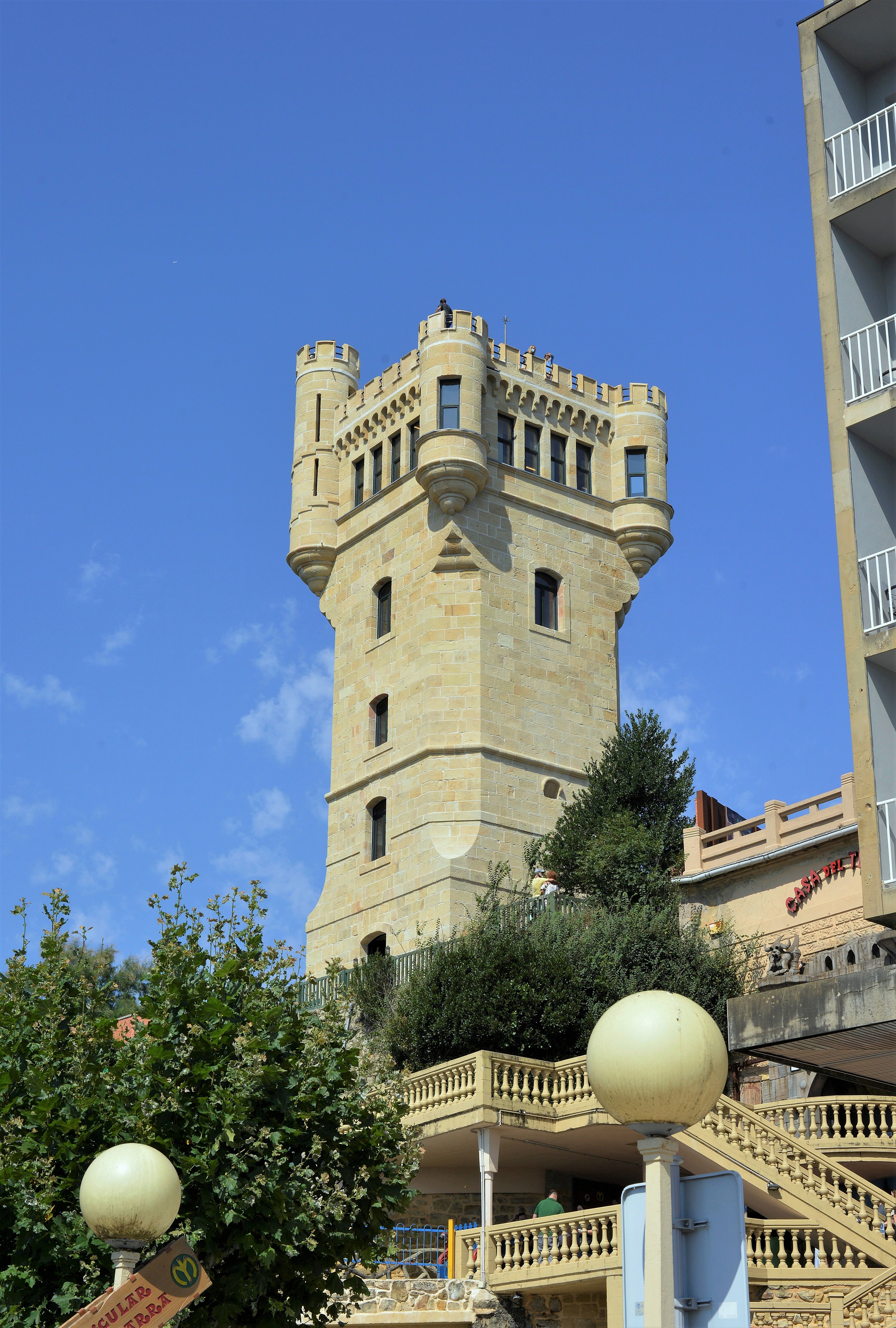
Vista del torreón

### Torreón
Se sabe que desde el siglo XVI, y hasta 1854, existía un torreón llamado «la Farola», un antiguo faro de leña coronando el Igueldo, hoy en día en otra ubicación. El antiguo torreón fue construido por el Consulado de San Sebastián y estaba a 180 m s. n. m. Tenía un alcance de 9 leguas, uno de los mejores de Europa en la época, con un fanal de 24 pabilos. Las guerras carlistas le ocasionaron destrozos que llevaron a su abandono en 1854. El nuevo faro, inaugurado el 15 de marzo de 1855 bajo un diseño del ingeniero Manuel Peironcely Maroto, se levanta a 134 m s. n. m. en la falda del mismo monte.
El diseño del torreón actual se debe al arquitecto Luis Elizalde , que se basó en el antiguo torreón en su ejecución, añadió una planta con grandes ventanales para que funcionase como mirador y encima suya una terraza panorámica. Se afirma que en días con cielo despejado se puede ver el cabo Machichaco y las Landas francesas.

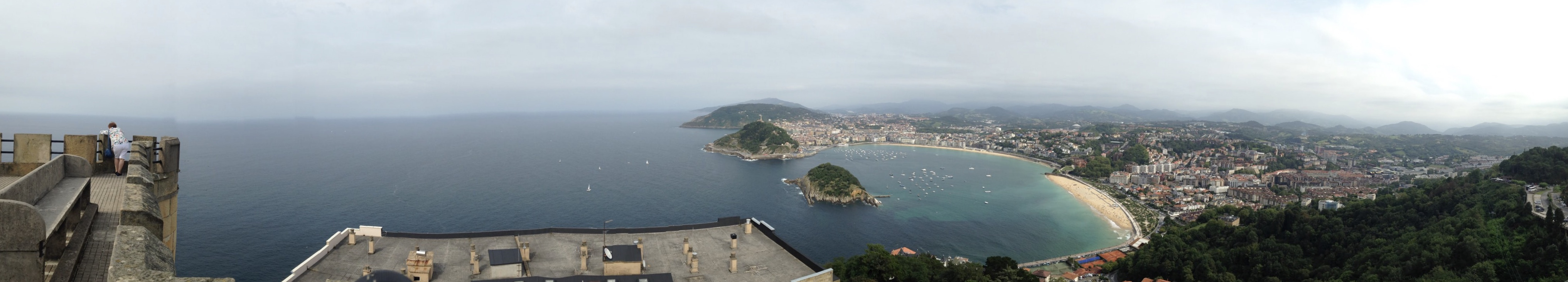
Vista panorámica desde la terreza del Torreón

## Atracciones
La mayor parte de las atracciones del parque se construyeron a principios del siglo XX (un tiovivo, automóviles eléctricos, avioncitos, el Látigo, teatro de marionetas, Paseo de la Risa, Barcas del Estanque, Gran Laberinto, Río Misterioso y Montaña Suiza). La ubicación de las mismas ha ido variando con el tiempo; algunas se han añadido y otras antiguas se han sustituido por otras más nuevas. Hoy en día existen 20 atracciones (si no se indica la edad de acceso, significa que es apto para todas las edades).
- Torreón: antiguo faro de leña reconvertido en museo de tradiciones.
- Montaña Suiza: similar a una montaña rusa de tipo scenic railway, fue abierta en 1928. A diferencia de las montañas rusas, con estructuras removibles y de acero, esta montaña suiza «se asienta sobre una plancha fija de hormigón.»[2] Si fuera una montaña rusa sería la más antigua del mundo aún en funcionamiento. Está recomendada para viajeros con más de 6 años.
- Gran Laberinto: data de 1930. Recomendado a viajeros con más de 4 años.
- Río Misterioso: está compuesto por una noria impulsora, un cauce de hormigón, barquitos de madera y varios diograma originales de personas (sobre el desarrollo humano, etc.); la mayoría de dioramas han desaparecido hoy en día y en su lugar se han puesto atracciones modernas. Recomendado partir de 2 años.
- Barcas del Estanque: todas las edades (14 años para montar en solitario). Máximo 2 personas por barca.
- Casa del Terror: recomendado a partir de 7 años.
- Paseo de la Risa: recomendado a partir de 3 años.
- Kosmikar: dark ride de temática espacial. Recomendado a partir de 4 años.
- Carrusel: tiovivo con decoración basada en libros de Julio Verne. Entre 2 y 8 años.
- Tren de Igueldo: colorido tren rodeado de setas y enanitos. Todas las edades.

- Autos de Choque: a partir de 6 años (9 años para montar en solitario).
- Taga-J: Castillo de bolas. Entre 3 y 12 años.
- Tobogán: menores de 20 años.
- Camas Elásticas: Todas las edades.
- Casetas de Juego: atracciones de feria de puntería con premio seguro: tiro con carabina, Pim-Pam-Pum, la pesca, Los vasos locos…
- Carrera de Tortugas: atracción de feria de carreras.
- Safari: atraciones de feria: futbolín o de air hockey.
- Martillo: atracción de feria de fuerza.
- 'Boca della Veritá: atracción de feria de adivinación.
- Canopy: parque de tirolinas. Necesario medir un mínimo de 1,40 m y/o tener 9 años o más.

Atracciones del Monte Igueldo
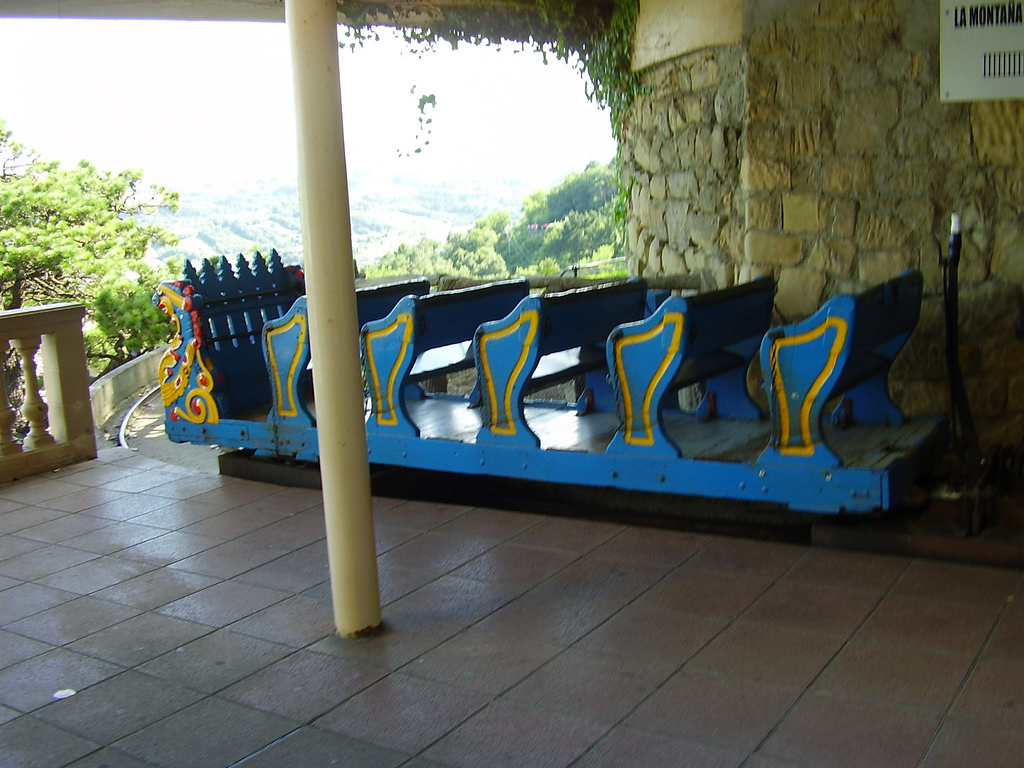
Montaña Suiza
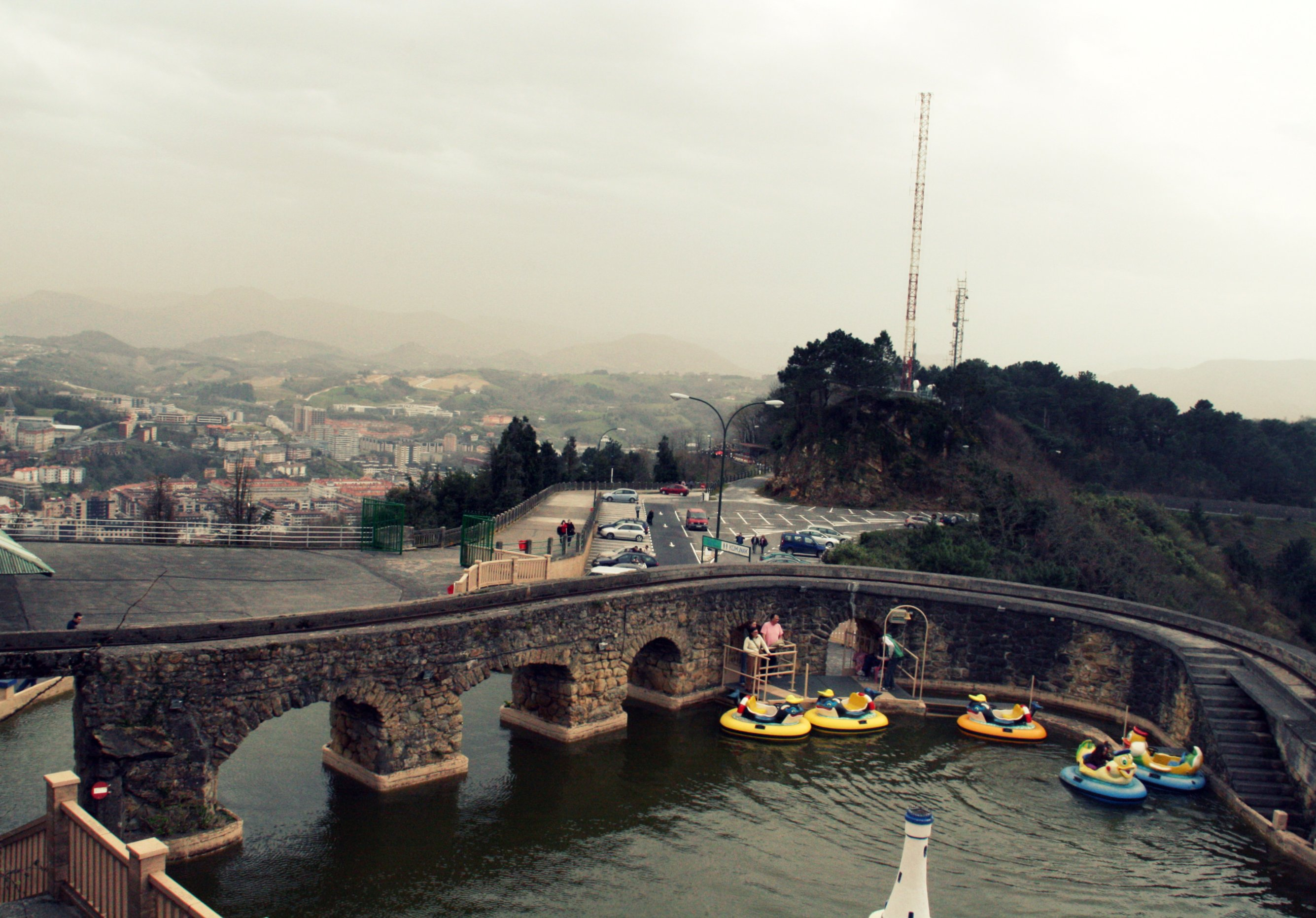
Montaña Suiza y Barcas del Estanque
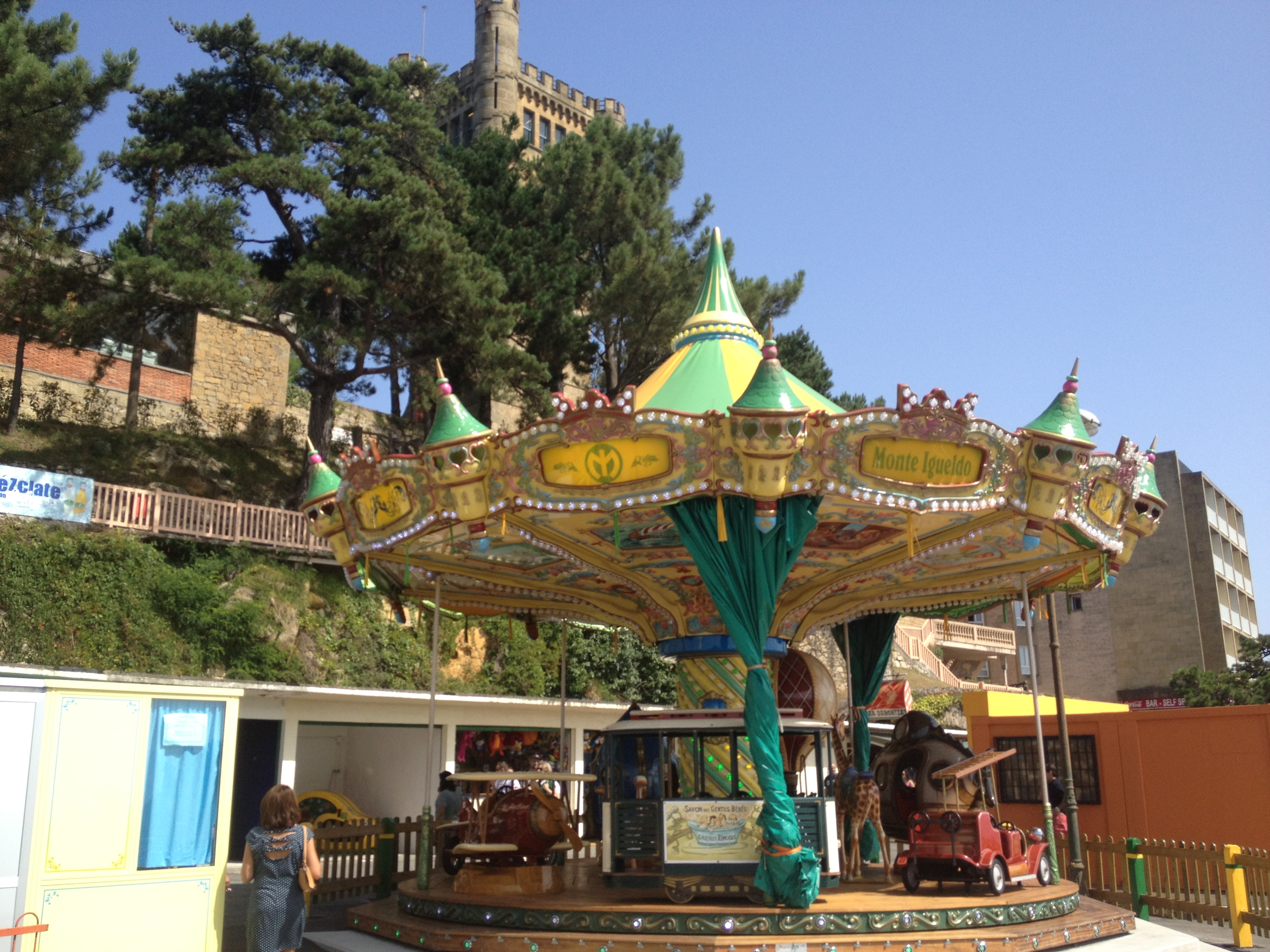
Carrusel.
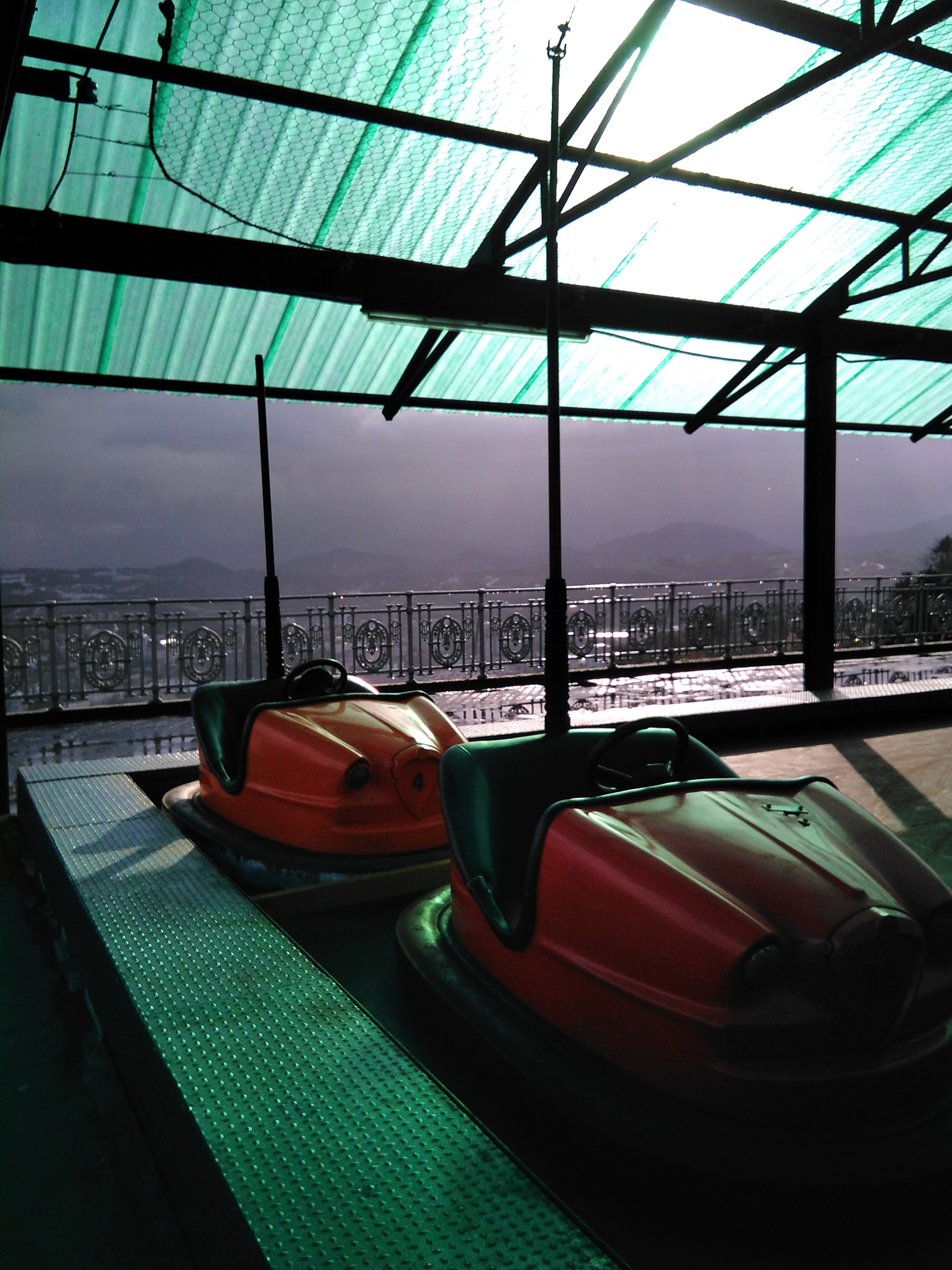
Dos autos de choque.
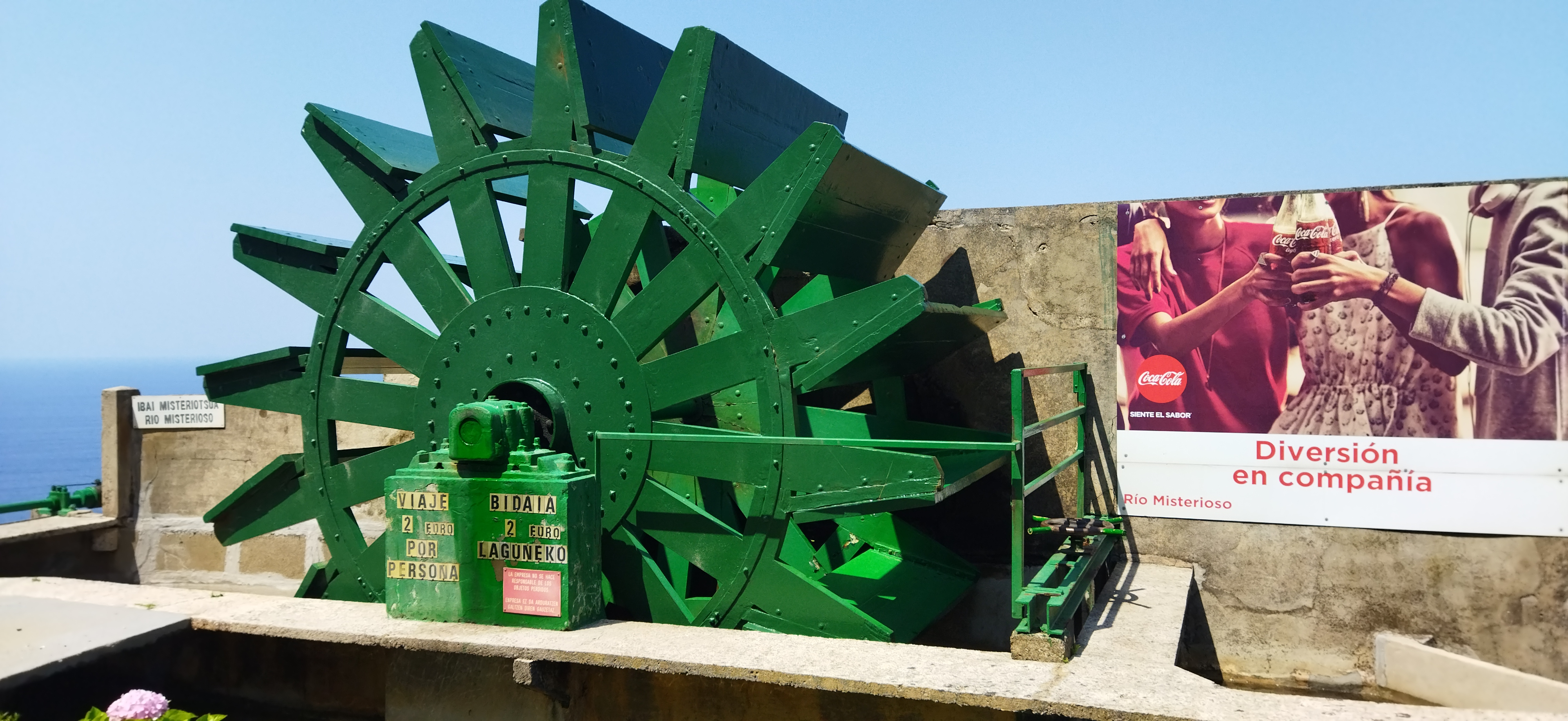
Río misterioso
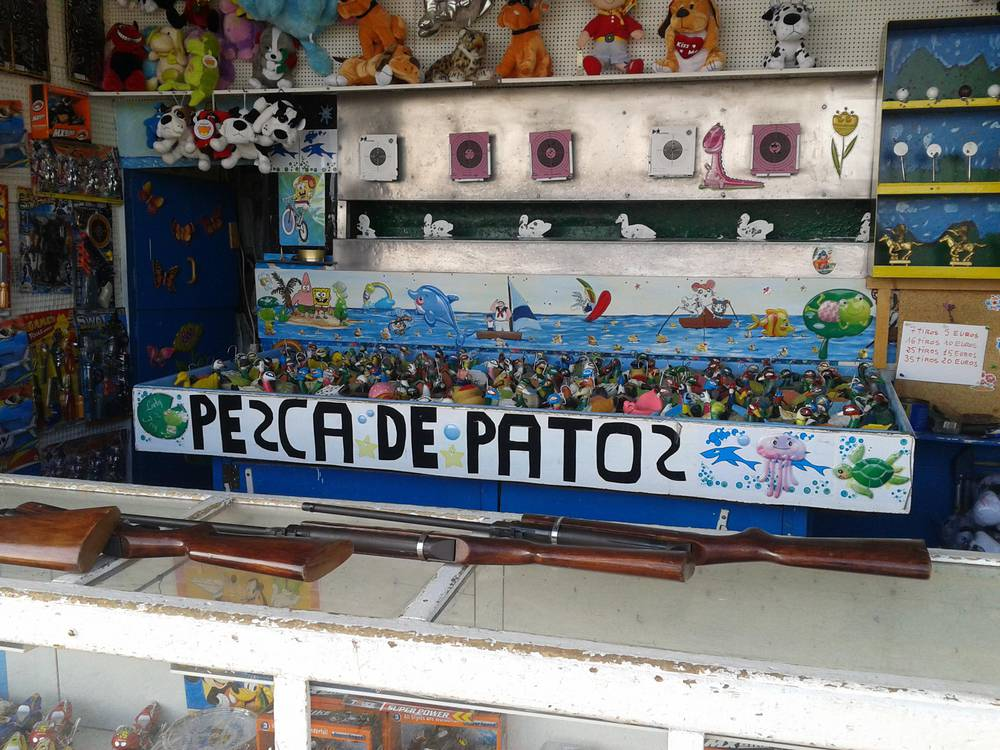
Pesca de patos
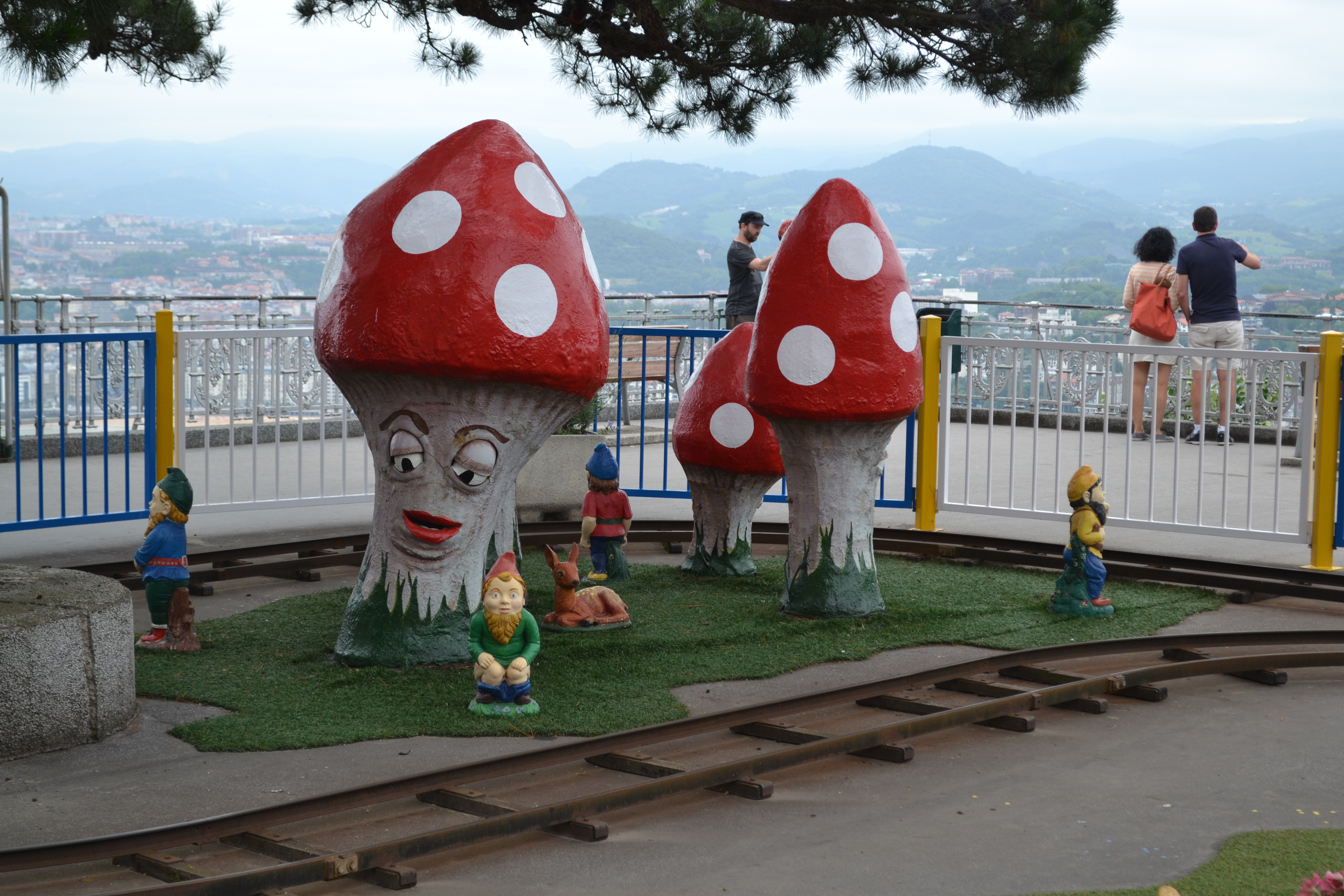

## Funicular

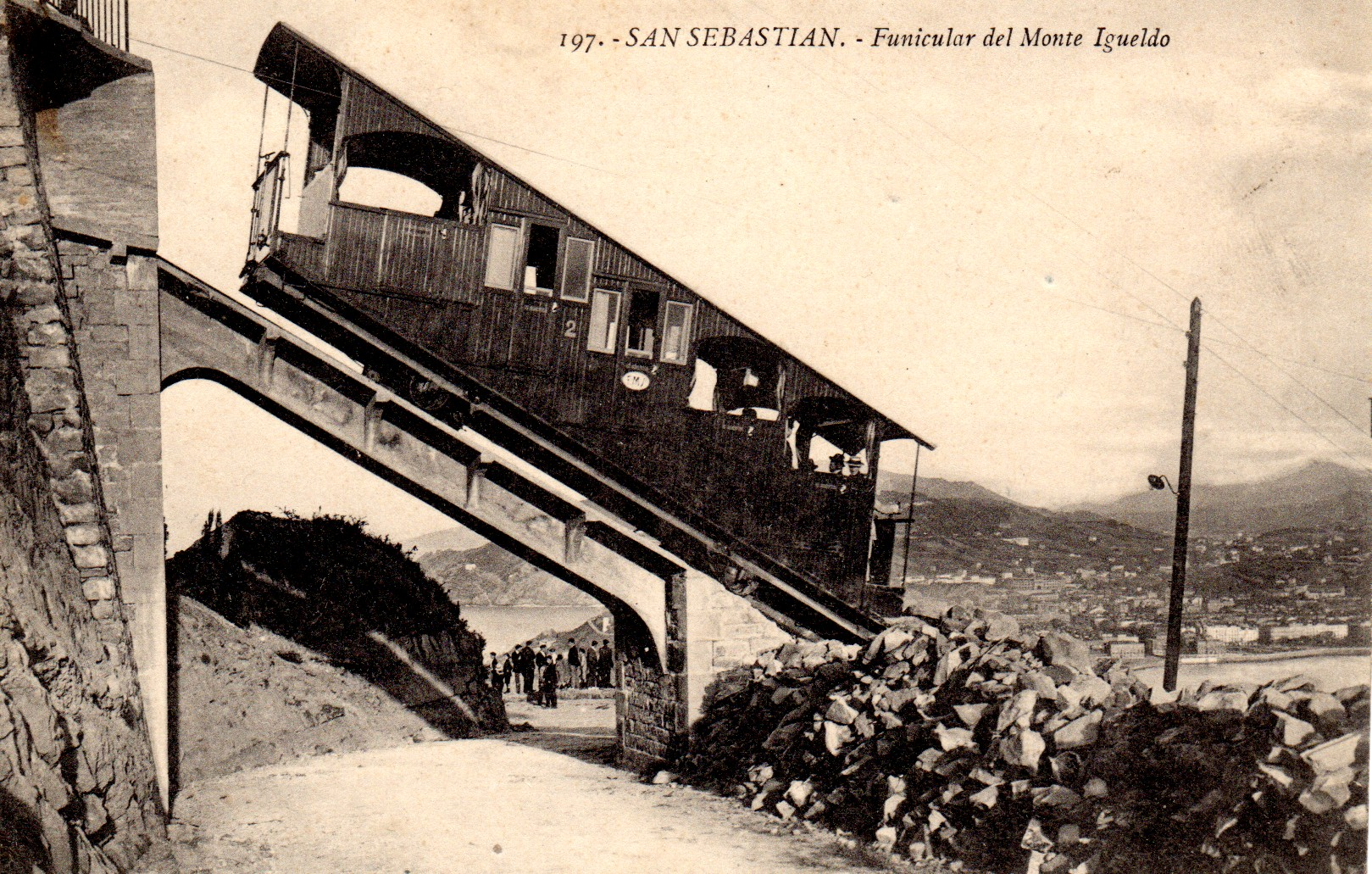
El funicular de Igueldo a principios del.

El funicular de Igueldo es el más antiguo en funcionamiento del País Vasco y el tercero de España, tras los barceloneses del Tibidabo (1901) y Vallvidrera (1906), aunque estos últimos han sufrido modificaciones en su estructura mientras que en Igueldo se han mantenido las originales. Durante su recorrido sortea un desnivel 151 m y presenta una inclinación del 57,9%, el segundo más pronunciado de España tras el de Montserrat.
Se construyó en base al diseño del ingeniero Emilio Huici, y la dirección de la obra corrió a cargo del también ingeniero Severiano Goñi, con la finalidad de facilitar el desplazamiento a la cima del monte Igueldo (al oeste de la ciudad de San Sebastián) a la gente que deseaba subir al parque de atracciones. Fue una empresa especialista del sector, la suiza Von Roll Fonderie de Berna, la que puso los 312 metros de longitud de la vía métrica única, salvo en la parte central que mantiene doble vía y permite el cruce de vagones que suben y bajan. El equipamiento de los dos vehículos dispone de cinco compartimentos cerrados por carpintería y acristalamiento. Tienen una capacidad total de 50 asientos que le permitirían transportar hasta 6.000 viajeros diarios aunque la media ronda los 2.000. La duración del viaje está en los tres minutos.

Lo inauguró la regente María Cristina el mismo día que el parque, el 25 de agosto de 1912.

El Funicular de Igueldo
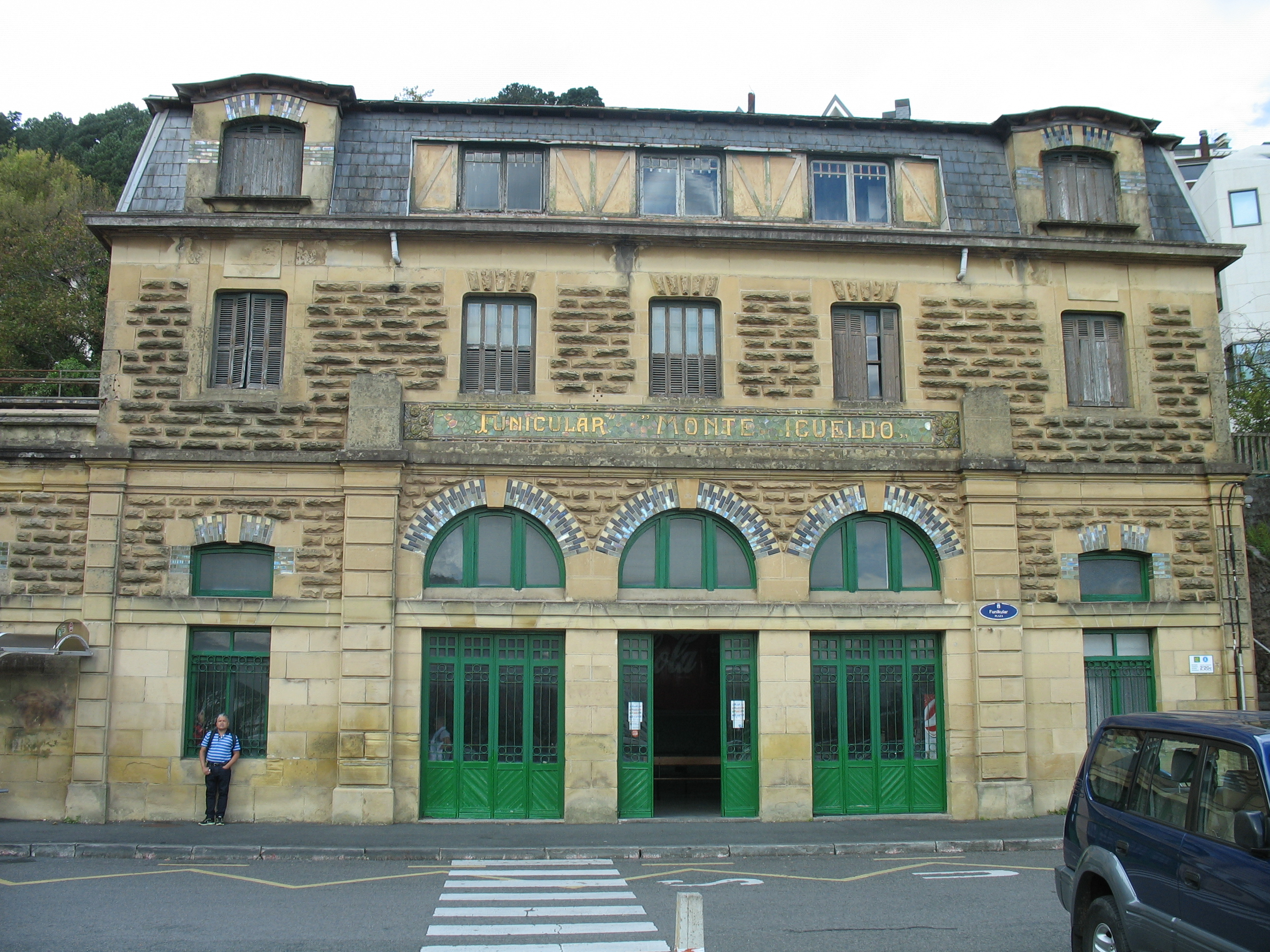
Estación de Ondarreta
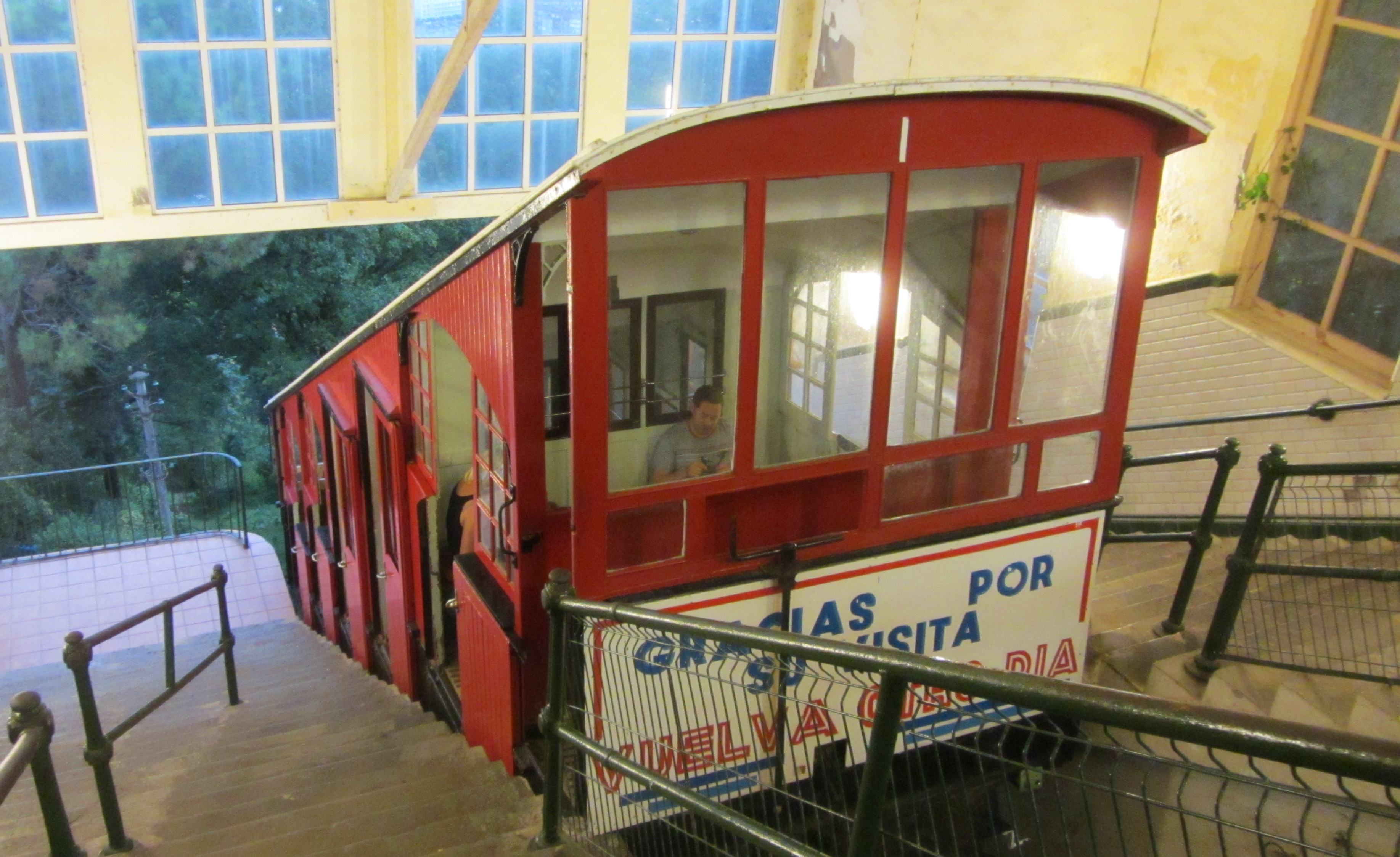
El funicular en la actualidad
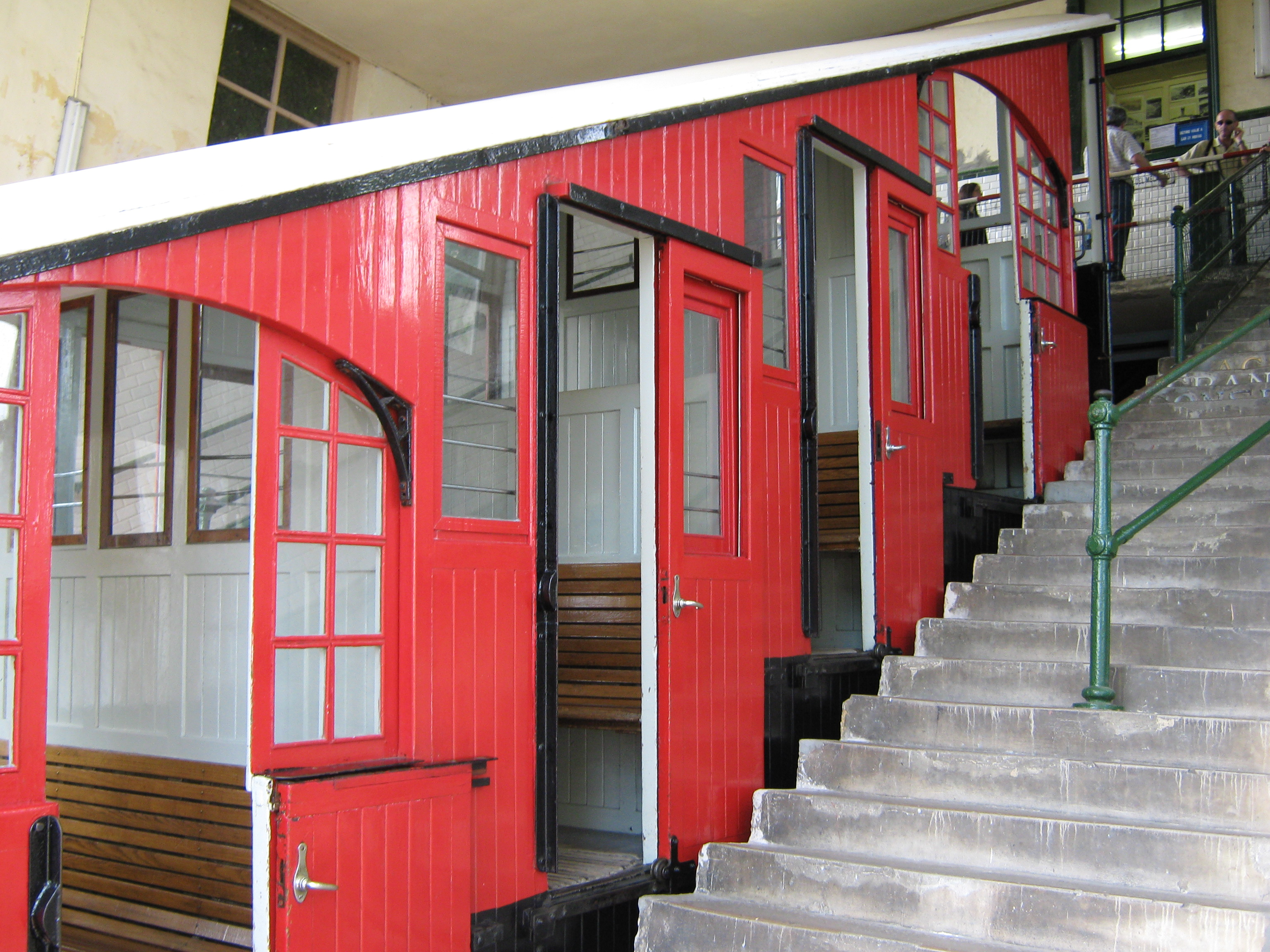
El funicular en la actualidad